# Patriching
Patriching ist ein Ortsteil der ostbayerischen kreisfreien Stadt Passau im Stadtteil Hacklberg.

## Lage
Patriching liegt nördlich der Donau etwa fünf Kilometer nordwestlich der Passauer Altstadt in der Nähe der Bundesstraße 85.

## Geschichte
Die Orte Patriching, Korona, Dietzing und Unterdietzing gehörten zum Amt Hacklberg des Hochstiftes Passau. Nach dessen Auflösung kamen sie mit dem ersten Gemeindeedikt 1808 zum Steuerdistrikt Hacklberg, aus dem die Gemeinde Hacklberg hervorging. Mit der Eingemeindung von Hacklberg im Zuge der Gebietsreform wurden sie 1972 Teil der kreisfreien Stadt Passau im Stadtteil Hacklberg.
Ende der 1990er Jahre wurden die vier Ortsteile zu einer geschlossenen Ortschaft zusammengefasst und in Patriching/St. Korona umbenannt.

## Sehenswürdigkeiten
Die Expositurkirche St. Korona wurde 1635 bis 1641 erbaut und am 21. April 1641 geweiht. Das Altarbild der ehemaligen Wallfahrtskirche, das vielleicht von dem Passauer Maler Matthias Lettenpichler um 1675 geschaffen worden ist, stellt das Martyrium der hl. Korona dar. Die umfangreichen Renovierungsmaßnahmen wurden Ende 2001 abgeschlossen.

## Bildung und Erziehung
- Kindergarten St. Korona

## Wirtschaft
In Patriching befinden sich

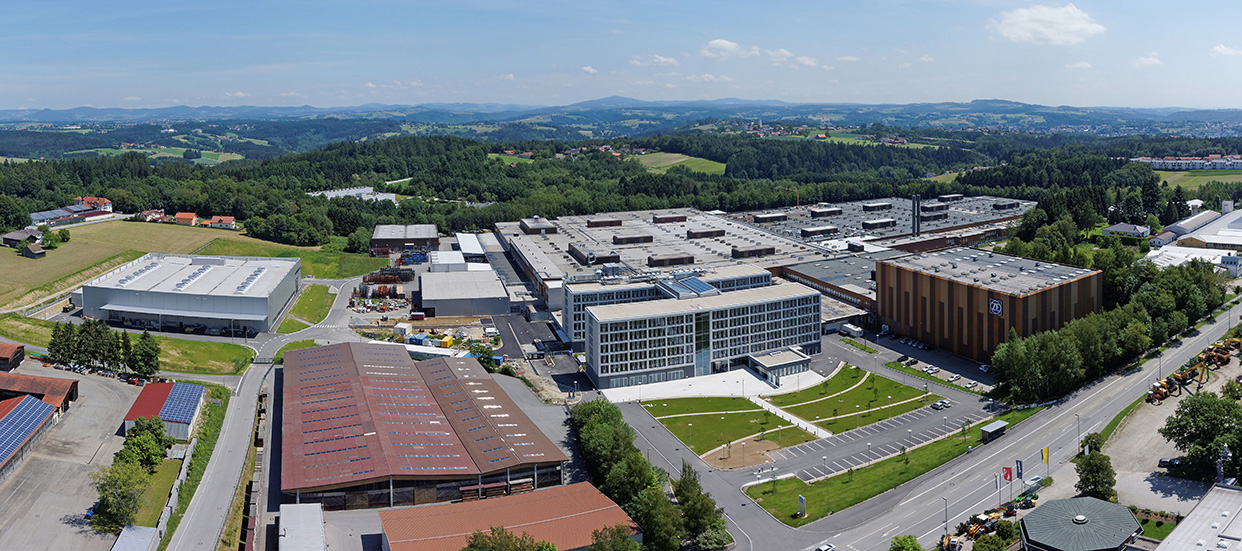
Der ZF-Standort Passau-Patriching

- das Werk 2 der ZF Friedrichshafen AG (ZF Passau)
- die Zentrale der Carl Beutlhauser Baumaschinen GmbH
- der Prinz Verlag, Hersteller von Briefmarkenalben und Folientaschen
- die Holz Mayrhofer GmbH, Holzfachhandlung

## Vereine
- Kindergartenförderverein Patriching/St. Korona e.V.
- Katholischer Deutscher Frauenbund/St. Korona
- Seniorenclub
- Kirchenchor
- DJK Eintracht Patriching e.V.
- Freiwillige Feuerwehr Passau-Patriching e.V.